# Езерен плъх
Езерните плъхове (Otomys irroratus), наричани също плъхове влей, са вид дребни бозайници от семейство Мишкови (Muridae).
Разпространени са в блатата и саваните на Южна Африка, от крайбрежните области на Южноафриканската република до Трансваал с изолирана популация в източно Зимбабве. Достигат дължина на тялото с главата 16 сантиметра и маса 145 грама. Хранят се главно със стебла, листа и семена на тревисти растения.